# هران (أرحب)

تعديل مصدري - تعديل

هران هي إحدى قرى عزلة المنصور بمديرية أرحب التابعة لمحافظة صنعاء، بلغ تعداد سكانها 452 نسمة حسب تعداد اليمن لعام 2004.